# Abauba
Abauba is een kevergeslacht uit de familie van de boktorren (Cerambycidae). De wetenschappelijke naam van het geslacht werd voor het eerst geldig gepubliceerd in 2009 door Santos-Silva & Tavakilian.

## Soorten
Abauba omvat de volgende soorten:
- Abauba ericae (Martins & Galileo, 1994)
- Abauba flavipes (Villiers, 1958)
- Abauba iani Santos-Silva & Tavakilian, 2009
- Abauba mediorufovittata Santos-Silva & Tavakilian, 2009
- Abauba napoensis Santos-Silva & Tavakilian, 2009